# العلاقات الأوروغويانية اللبنانية
العلاقات بين لبنان وأوروغواي هي العلاقات الخارجية بين لبنان وأوروغواي، حيث اعترفت أوروغواي باستقلال لبنان في 22 نوفمبر 1943، وأقامت الدولتان علاقات دبلوماسية في 25 أكتوبر 1945.
كلا البلدين عضوان في مجموعة الـ 77.

## اللبنانيون في أوروغواي

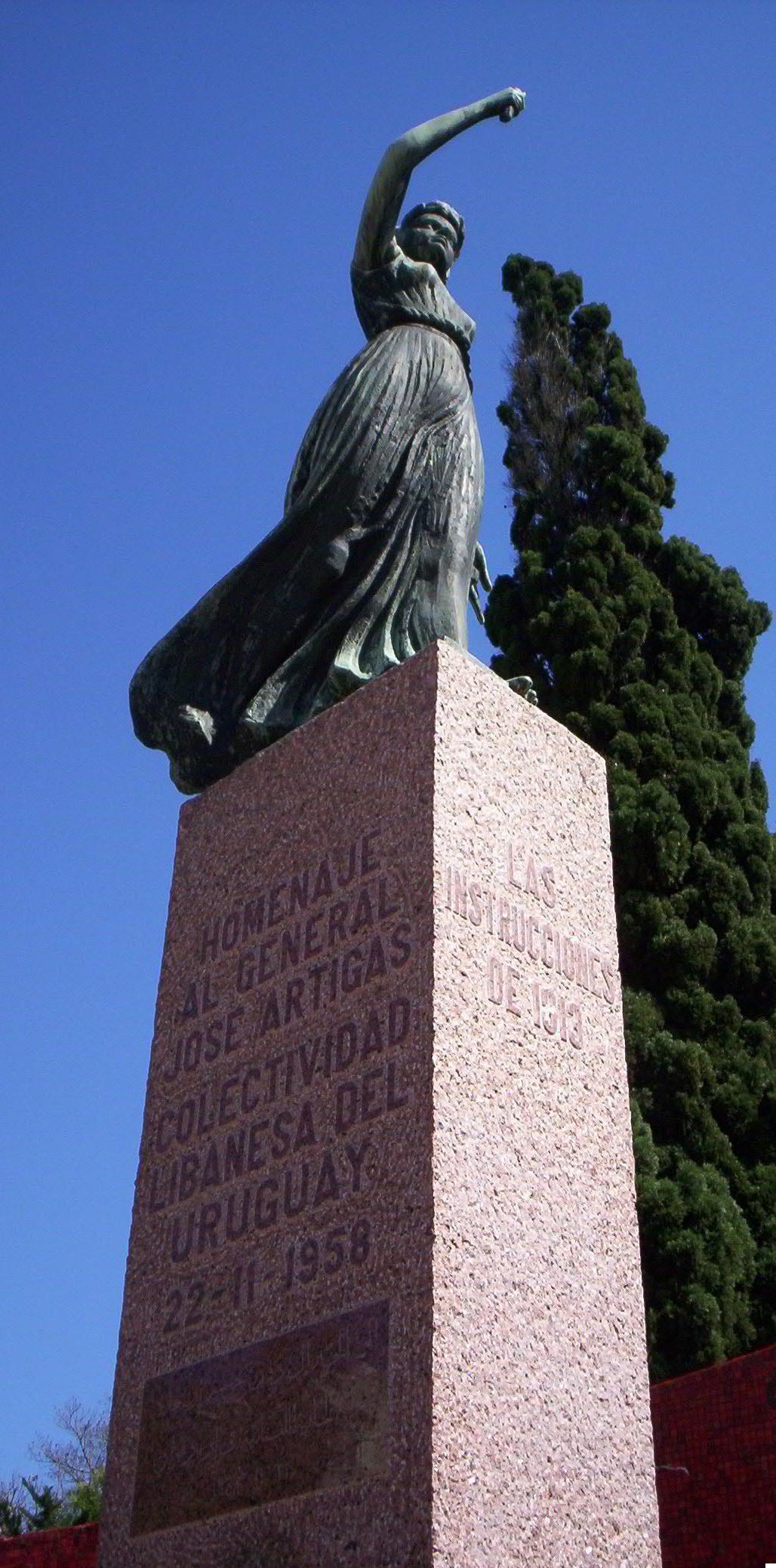
نصب تذكاري للبطل الوطني لأوروغواي خوسيه جيرفاسيو أرتيجاس، المكرس من قبل الجالية اللبنانية في أوروغواي.

وصل أول المهاجرون اللبنانيون إلى أوروغواي في ستينيات القرن التاسع عشر،  وفي 1954 كان هناك 15000 شخص من أصل لبناني يقيمون في أوروغواي. وارتفع العدد إلى حوالي 55000 بحلول عام 2009،  وفي عام 1997 أشار رئيس مجلس النواب في أوروجواي إلى أن برلمانه المؤلف من 99 مقعدًا يضم عضوين من أصل لبناني بما في ذلك نفسه.

## علاقات دبلوماسية
في 1924 أنشأت أوروغواي قنصلية فخرية في بيروت وفي 16 نوفمبر 1928 أصبحت القنصلية العامة لدولة لبنان الكبرى وسوريا،  وفي 25 أكتوبر 1945 كانت حكومة أوروغواي واحدة من أوائل الدول التي فتحت علاقات دبلوماسية مع دولة لبنان المستقلة حديثًا، ورفعت مهمتها في بيروت إلى سفارة. وفي عام 1954 زار الرئيس اللبناني كميل شمعون أوروغواي  ووقعت أول معاهدة بين البلدين في مونتيفيديو في 31 مايو 1954.
من 1946 إلى 1963، مثل لبنان في أوروغواي قنصلية فخرية في مونتيفيديو، ومنذ 1963 تم تمثيل لبنان من خلال سفارة لبنان في بوينس آيرس في الأرجنتين. وفي عام 1971 أنشأ لبنان بعثة دبلوماسية في مونتيفيديو مع تمثيل على مستوى السفراء.
في ديسمبر 1999 أجرى ظافر الحسن الأمين العام لوزارة الخارجية اللبنانية محادثات ثنائية مع نائب وزير خارجية أوروغواي روبرتو رودريغيز بيولي حول تعزيز العلاقات بين البلدين في المجالات السياسية والاقتصادية والثقافية. وكان بيولي يزور لبنان مع وفد من رجال الأعمال من أصل لبناني،  ووقع الممثلان اتفاقية حول التعاون الثقافي.
كان هناك جدل في أوروجواي حول العلاقات مع لبنان. وقال خوليو ماريا سانغينيتي في مقابلة بعد فقدانه للسلطة إن أوروغواي كانت مخطئة في دعم لبنان في نزاعات مع إسرائيل بسبب فشل لبنان في مكافحة الإرهاب.
في أيار / مايو 2007، قام الرئيس اللبناني إميل لحود بتزيين سفير أوروغواي المنتهية ولايته، فوس ألبرتو روبيوبوسام الأرز، وقام السفير في وقت لاحق بافتتاح تمثال نصفي لخوسيه أرتيجاس، محرّر أوروغواي احتفاءً بما يقرب من 49 عامًا من العلاقات الدبلوماسية المتواصلة بين البلدين. وفي وقت لاحق من عام 2007 أصبح جورج لويس جوري أرنوليتي سفير أوروغواي الجديد في لبنان.
في أعقاب الانتخابات المفاجئة لحكومة غربية مؤيدة في لبنان خلال شهر يونيو 2009 هنأت أوروغواي الرئيس ميشال سليمان الحكومة الجديدة وشعب لبنان وقالت أنها تأمل أن توحدهم التطورات الأخيرة بروابط وثيقة للغاية.
في أبريل 2011، قام وزير الخارجية لويس ألماجرو بزيارة رسمية إلى لبنان ودول أخرى في الشرق الأوسط.

## الصراع بين لبنان وإسرائيل
دعمت أوروغواي لبنان في نزاعاته مع إسرائيل، وعندما اندلع النزاع في جنوب لبنان عام 1978، كان برلمان أوروغواي هو البرلمان الوحيد في أمريكا الجنوبية الذي اتخذ قرارًا يطالب بتنفيذ قرار مجلس الأمن الدولي رقم 425 لعام 1978، الذي يدعوإسرائيل إلى سحب قواتها على الفور من لبنان.
وخلال حرب لبنان 2006وقعت خمس عائلات أوروغواي من أصل لبناني في الصراع لكنها تمكنت من الفرار من لبنان إلى سوريا. وقامت أوروغواي بالتنسيق مع فنزويلا لإجلاء مواطنيها. وصرح وزير خارجية أوروغواي رينالدو جارجانو بأنه يجب على إسرائيل وقف إطلاق النار وبدء المحادثات مع لبنان تحت إشراف الأمم المتحدة.

## البعثات الدبلوماسية المقيمة

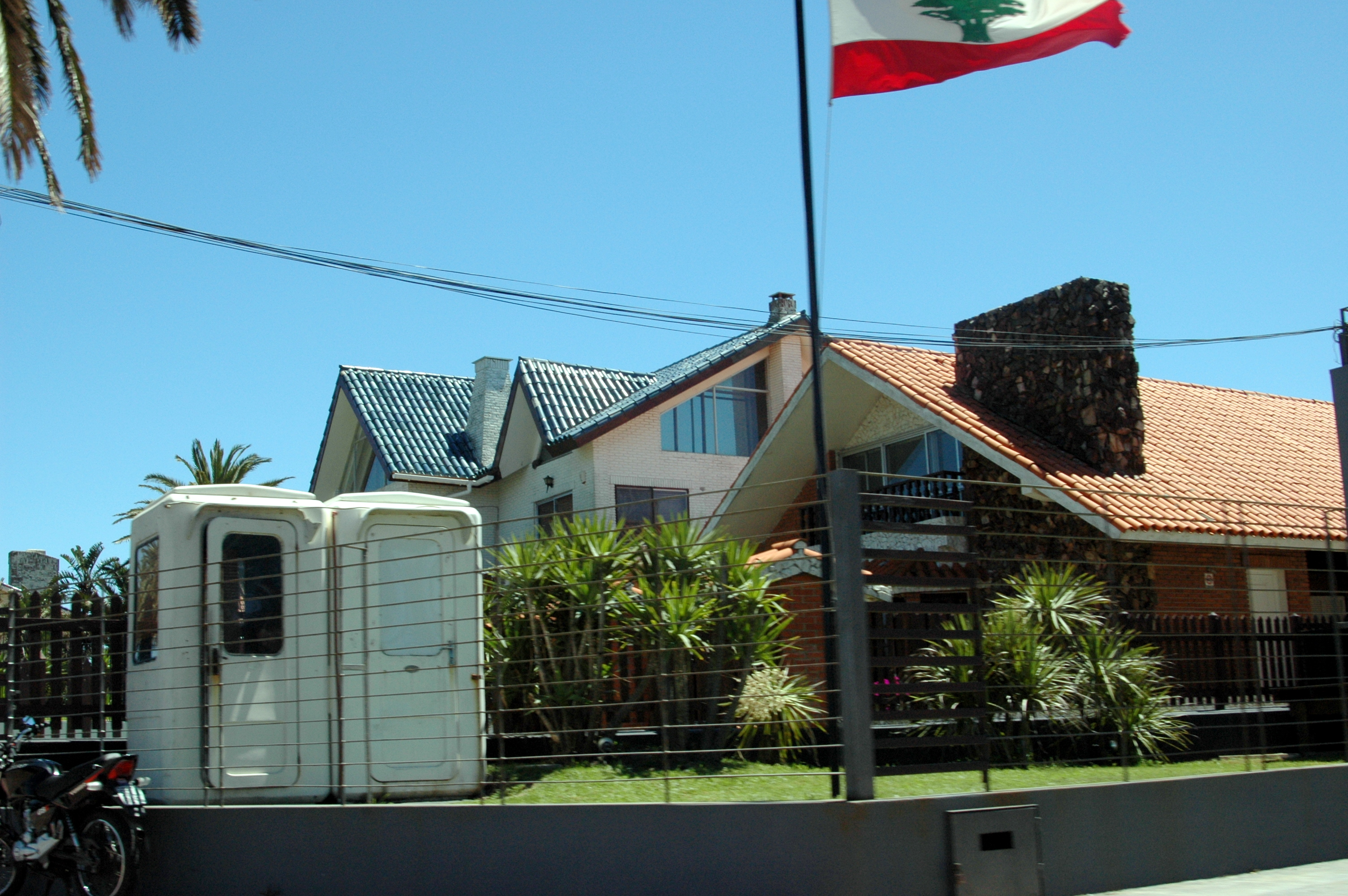
إقامة سفير لبنان في أوروغواي

- لدى لبنان سفارة في مونتيفيديو.[20]
- لدى أوروغواي سفارة في بيروت.[6]

## وصلات خارجية
- سفارة أوروغواي في لبنان
- مقابلة مع سفير أوروغواي خورخي لويس جور أرنوليتي من مجلة MondayMorning
- العلاقات الثنائية أوروغواي - لبنان، سفارة أوروغواي.